# Artur de Gal·les
Arthur Tudor (20 de setembre de 1486 – 2 d'abril de 1502) fou Príncep de Gal·les, Comte de Chester i Duc de Cornualla. Com a fill gran i hereu d'Enric VII d'Anglaterra, Artur estava considerat pels seus contemporanis com la gran esperança de la Dinastia Tudor que s'acabava d'establir al tron anglès. La seva mare, Elisabet de York, era filla d'Eduard IV, i el seu naixement va enfortir la unió entre els Tudor i la Casa de York.
Els plans per al seu casament van començar abans de fer tres anys; es va proclamar Príncep de Gal·les al cap de dos anys. Era especialment amic dels seus germans Margarida i Enric, el duc de York, amb qui compartia alguns tutors. Als onze anys, es va comprometre formalment amb Caterina d'Aragó, filla dels poderosos Reis Catòlics, en un intent de formar una aliança hispano-britànica contra França. Artur era educat i, al contrari del que s'ha dit algunes vegades, va tenir bona salut la major part de la seva vida. Poc després el seu casament amb Caterina el 1501, la parella es va traslladar a viure al Castell de Ludlow  de Shropshire, on Artur va morir, al cap de sis mesos, d'una malaltia desconeguda. Més endavant, Caterina va afirmar repetidament que el seu casament no s'havia consumat.